# Småblodbi
Småblodbi (Sphecodes geoffrellus) är en biart som först beskrevs av Kirby 1802. Den ingår i släktet blodbin och familjen vägbin. Inga underarter finns listade i Catalogue of Life.

## Beskrivning
Som de flesta blodbin har arten mörkt huvud och mellankropp, samt en bakkropp som är röd på den främre delen. Hos honan omfattar det röda bakkroppspartiet tergiterna 1 och 2, samt ovansidan av tergit 3; resten av bakkroppen är svart. Hos hanen är tergit 1 svart, tergit 2 och 3 tvärrandiga i röda och mörka band, och resten av bakkroppen svart. I ansiktet har hanen tät, vit behåring. Honan är 4 till 6 mm lång, hanen 4 till 5 mm.

## Ekologi
Småblodbiet förekommer i många olika biotoper, som ängar och andra gräsmarker inklusive villaträdgårdar, buskmark, macchia, hedar, sandmarker, sluttningar, gärna på lerjord, och kalkstensklippor, grustäkter, ruderatmarker samt vägrenar. Arten är polylektisk, den besöker blommande växter från många olika familjer, bland andra korgblommiga växter (som maskrosor, hästhov, vårkorsört, höstfibbla, röllika och för hanarna även kanadensiskt gullris), korsblommiga växter (som sommargyllen), flockblommiga växter (som vildmorot). Flygtiden är från april till september för honor, juli till september för hanar.

### Fortplantning
Likt alla blodbin är honan boparasit; hon bygger inga egna bon, utan lägger sina ägg i bon av smalbina bronssmalbi, metallsmalbi, släntsmalbi, lersmalbi och Lasioglossum marginellum, samt möjligen även svartsmalbi, skogssmalbi, franssmalbi, Lasioglossum parvulum och Lasioglossum marginellum. I samband med äggläggningen dödar honan värdägget eller -larven, så hennes avkomma ostört kan leva på det insamlade matförrådet.

## Utbredning
Utbredningsområdet omfattar stora delar av Europa från Skottland och Fennoskandien till södra Spanien och Grekland samt även Marocko, Tunisien, Turkiet och Mellanöstern.
I Sverige finns arten i Götaland, Svealand och östra Norrland, medan den i Finland finns i större delen av landet från Åland och sydkusten till mellersta Lappland.

## Status
Arten är klassificerad som livskraftig (LC) både globalt, i Sverige och i Finland.